# Kepler-138
Kepler-138, còn được gọi là KOI-314, là một sao lùn đỏ nằm trong chòm sao Thiên Cầm, cách Trái Đất 219 năm ánh sáng.
Hệ hành tinh Kepler-138 có 3 ngoại hành tinh đã được xác nhận, với hành tinh có khối lượng và kích thước đo được thấp nhất trong số các ngoại hành tinh trong hệ—Kepler-138b—có khối lượng tương đương với Sao Hỏa, còn Kepler-138d rất đáng chú ý vì nó có vẻ giống như một hành tinh khí lùn với khối lượng riêng quá thấp đối với một hành tinh đất đá, mặc dù nhỏ hơn Trái Đất. Những quan sát gần đây hơn vào năm 2022 cho thấy rằng Kepler-128d, cũng như Kepler-138c, có khả năng là các hành tinh đại dương.

## Đặc điểm
Kepler-138 là một sao lùn đỏ với khối lượng xấp xỉ 57% và bán kính 54% Mặt Trời cùng nhiệt độ bề mặt là 3726+44
−40 K. Để so sánh, Mặt Trời có nhiệt độ bề mặt là 5778 K. Cấp sao biểu kiến của Kepler-138 là 13,04, quá mờ để có thể nhìn thấy bằng mắt thường.

## Hệ hành tinh
Mặc dù phần lớn hành tinh trong hệ có kích thước tương tự Sao Hỏa, cả Kepler-138c và d đều có bán kính gấp 1,5 lần bán kính Trái Đất (đã sửa đổi từ các ước tính trước đó là gấp 1,2 lần bán kính Trái Đất). Tất cả các hành tinh quá gần ngôi sao chủ của chúng để có thể nằm trong vùng ở được quanh sao. Mặc dù Kepler-138c và d có cùng kích thước, khối lượng nhưng khối lượng riêng của chúng khác nhau rất nhiều. Trong số hai hành tinh, hành tinh bên trong giống với một siêu Trái Đất, trong khi khối lượng riêng thấp của hành tinh bên ngoài cho thấy rằng nó có thể có một tỷ lệ đáng kể nước đá hoặc một lớp vỏ khí đáng kể, giống như một hành tinh khí lùn.
| Thiên thể đồng hành (thứ tự từ ngôi sao ra) | Khối lượng      | Bán trục lớn (AU) | Chu kỳ quỹ đạo (ngày)  | Độ lệch tâm     | Độ nghiêng | Bán kính   |
| ------------------------------------------- | --------------- | ----------------- | ---------------------- | --------------- | ---------- | ---------- |
| b                                           | 007±002 M🜨      | 00753±00006       | 103134±00003           | 0020±0009       | 8867±008°  | 064±002 R🜨 |
| c                                           | 23+06 −05 M🜨    | 00913±00007       | 1378150+000007 −000009 | 0017+0008 −0007 | 8902±007°  | 151±004 R🜨 |
| d                                           | 21+06 −07 M🜨    | 01288±00010       | 230923±00006           | 0010±0005       | 8904±004°  | 151±004 R🜨 |
| e (chưa xác nhận)                           | 043+021 −010 M🜨 | 01803±00014       | 38230±0006             | 0112+0018 −0024 | 8853±10°   | —          |